# Impact Wrestling Against All Odds
TNA Against All Odds – cykl gal wrestlingu produkowany przez federację Total Nonstop Action Wrestling (TNA, obecnie Impact Wrestling).
PPV zostało odwołane w grudniu 2012 roku, ale gala została wznowiona jako PPV One Night Only w 2016 roku, program telewizyjny w 2019 roku i Impact Plus Monthly Special od 2021 roku.

## Lista gal
| Gala                                    | Data             | Miasto                                             | Arena                                         | Walka wieczoru | Źródło      |
| --------------------------------------- | ---------------- | -------------------------------------------------- | --------------------------------------------- | --- | ----------- |
| Against All Odds (2005)                 | 13 lutego 2005   | Orlando, Floryda                                   | Impact Zone                                   | Jeff Jarrett (c) vs. Kevin Nash Singles match o NWA World Heavyweight Championship                                                                      | [ 2 ] [ 3 ] |
| Against All Odds (2006)                 | 12 lutego 2006   | Orlando, Floryda                                   | Impact Zone                                   | Jeff Jarrett (c) vs. Christian Cage Singles match o NWA World Heavyweight Championship                                                                  | [ 4 ] [ 5 ] |
| Against All Odds (2007)                 | 11 lutego 2007   | Orlando, Floryda                                   | Impact Zone                                   | Christian Cage (c) vs. Kurt Angle Singles match o NWA World Heavyweight Championship z Samoa Joe jako nieoficjalnym specjalnym enforcerem               | [ 6 ] [ 7 ] |
| Against All Odds (2008)                 | 10 lutego 2008   | Greenville, Karolina Południowa                    | BI-LO Center                                  | Kurt Angle (c) vs. Christian Cage Singles match o TNA World Heavyweight Championship z Samoa Joe jako specjalnym enforcerem                             | [ 8 ] [ 9 ] |
| Against All Odds (2009)                 | 8 lutego 2009    | Orlando, Floryda                                   | Impact Zone                                   | Sting (c) vs. Brother Devon vs. Brother Ray vs. Kurt Angle Four-way match o TNA World Heavyweight Championship                                          | [ 10 ]      |
| Against All Odds (2010)                 | 14 lutego 2010   | Orlando, Floryda                                   | Impact Zone                                   | D’Angelo Dinero vs. Mr. Anderson Singles match; walka finałowa turnieju 8 Card Stud                                                                     | [ 11 ]      |
| Against All Odds (2011)                 | 13 lutego 2011   | Orlando, Floryda                                   | Impact Zone                                   | Mr. Anderson (c) vs. Jeff Hardy Ladder match o TNA World Heavyweight Championship                                                                       | [ 12 ]      |
| Against All Odds (2012)                 | 12 lutego 2012   | Orlando, Floryda                                   | Impact Zone                                   | Bobby Roode (c) vs. Bully Ray vs. James Storm vs. Jeff Hardy Four-way match o TNA World Heavyweight Championship ze Stingiem jako specjalnym enforcerem | [ 13 ]      |
| One Night Only: Against All Odds (2016) | 4 listopada 2016 | Orlando, Floryda                                   | Impact Zone                                   | Ethan Carter III vs. Matt Hardy Singles match | [ 14 ]      |
| Against All Odds (2019)                 | 17 lutego 2019   | Sunrise Manor, Nevada                              | Sam’s Town Casino                             | Brian Cage vs. Killer Kross Singles match | [ 15 ]      |
| Against All Odds (2021)                 | 12 czerwca 2021  | Nashville, Tennessee Jacksonville (walka wieczoru) | Skyway Studios Daily’s Place (walka wieczoru) | Kenny Omega (c) vs. Moose Singles match o Impact World Championship                                                                                     | [ 16 ]      |
| Against All Odds (2022)                 | 1 lipca 2022     | Atlanta, Georgia                                   | Center Stage                                  | Josh Alexander (c) vs. Joe Doering Singles match o Impact World Championship                                                                            | [ 17 ]      |
| Against All Odds (2023)                 | 9 czerwca 2023   | Columbus, Ohio                                     | Ohio Expo Center and State Fairgrounds        | Steve Maclin (c) vs. Alex Shelley Singles match o Impact World Championship                                                                             | [ 18 ]      |
| Against All Odds (2024)                 | 14 czerwca 2024  | Cicero, Illinois                                   | Cicero Stadium                                | Moose (c) vs. "Broken" Matt Hardy Broken Rules match o TNA World Championship                                                                           | [ 19 ]      |
| Against All Odds (2025)                 | 6 czerwca 2025   | Tempe, Arizona                                     | Mullett Arena                                 | Trick Williams (c) vs. Elijah Singles match o TNA World Championship                                                                                    |             |

## Wyniki

### 2005
Against All Odds (2005) – gala wrestlingu wyprodukowana przez Total Nonstop Action Wrestling (TNA). Odbyła się 13 lutego 2005 w Impact Zone w Orlando na Florydzie. Była to pierwsza gala z cyklu Against All Odds oraz drugie wydarzenie pay-per-view TNA w 2005 roku.
Karta głównej części gali oferowała osiem walk, a dwa dodatkowe starcia odbyły się podczas półgodzinnego pre-showu. Na gali odbył się pierwszy w historii Full Metal Mayhem match.
| Nr                                                                   | Wyniki | Stypulacje                                                                          | Czas  |
| -------------------------------------------------------------------- | --- | ----------------------------------------------------------------------------------- | ----- |
| 1P                                                                   | Phi Delta Slam (Bruno Sassi i Big Tilly) pokonali Lexa Lovetta i Bucka Quartermaina                                             | Tag team match                                                                      | –     |
| 2P                                                                   | The Harris Brothers (Don Harris i Ron Harris) pokonali Mikeya Battsa i Jerelle'a Clarka                                         | Tag Team match                                                                      | –     |
| 3                                                                    | Elix Skipper pokonał Peteya Williamsa (z Coachem D’Amore)                                                                       | Singles match                                                                       | 7:58  |
| 4                                                                    | B.G. James i Jeff Hammond (z Ronem Killingsem i Konnanem) pokonali Michaela Shane’a i Kazariana                                 | Tag Team match                                                                      | 5:33  |
| 5                                                                    | Raven pokonał Dustina Rhodesa                                                                                                   | Singles match                                                                       | 8:20  |
| 6                                                                    | America’s Most Wanted (Chris Harris i James Storm) (c) pokonali Kida Kasha i Lance’a Hoyta                                      | Tag Team match o NWA World Tag Team Championship                                    | 12:25 |
| 7                                                                    | Abyss pokonał Jeffa Hardy’ego                                                                                                   | Full Metal Mayhem match o miano pretendenckie do NWA World Heavyweight Championship | 15:21 |
| 8                                                                    | Diamond Dallas Page i Monty Brown pokonali Team Canada (Bobby’ego Roode’a i Erika Younga) (z Coachem D’Amore i Johnnym Devinem) | Tag Team match                                                                      | 9:43  |
| 9                                                                    | AJ Styles (c) pokonał Christophera Danielsa (2-1)                                                                               | 30-minutowy Iron Man match o TNA X Division Championship                            | 31:37 |
| 10                                                                   | Jeff Jarrett (c) pokonał Kevina Nasha                                                                                           | Singles match o NWA World Heavyweight Championship                                  | 19:45 |
| (c) – mistrz/mistrzyni przed walkąP – walka miała miejsce w pre-show | |                                                                                     |       |

### 2006
Against All Odds (2006) – gala wrestlingu wyprodukowana przez Total Nonstop Action Wrestling (TNA). Odbyła się 12 lutego 2006 w Impact Zone w Orlando na Florydzie. Była to druga gala z cyklu Against All Odds oraz drugie wydarzenie pay-per-view TNA w 2006 roku.
W karcie części głównej gali znalazło się osiem walk, a dwa dodatkowe starcia odbyły się podczas pre-showu wydarzenia.
| Nr                                                                   | Wyniki | Stypulacje                                         | Czas  |
| -------------------------------------------------------------------- | --- | -------------------------------------------------- | ----- |
| 1P                                                                   | Ron Killings pokonał A-1 | Singles match                                      | –     |
| 2P                                                                   | Lance Hoyt, Cassidy Riley i Shark Boy pokonali Shannona Moore’a oraz The Diamonds in the Rough (Elixa Skippera i Davida Younga) (z Simonem Diamondem) | 6-Man Tag Team match                               | –     |
| 3                                                                    | The Naturals (Andy Douglas i Chase Stevens) pokonali Austina Ariesa i Rodericka Stronga                                                               | Tag Team match                                     | 10:29 |
| 4                                                                    | Jay Lethal pokonał Matta Bentleya (z Traci), Alexa Shelleya oraz Peteya Williamsa                                                                     | 4-Way match                                        | 10:30 |
| 5                                                                    | The James Gang (B.G. James i Kip James) pokonali The Latin American Exchange (Homicide'a i Machete'a) (z Konnanem)                                    | Tag Team match                                     | 5:59  |
| 6                                                                    | America’s Most Wanted (Chris Harris i James Storm) (c) (z Gail Kim) pokonali Chrisa Sabina i Sonjaya Dutta                                            | Tag Team match o NWA World Tag Team Championship   | 10:43 |
| 7                                                                    | Rhino pokonał Abyssa (z Jamesem Mitchellem) | Falls Count Anywhere match                         | 15:25 |
| 8                                                                    | Samoa Joe (c) pokonał AJ Stylesa i Christophera Danielsa                                                                                              | 3-Way Dance                                        | 16:07 |
| 9                                                                    | Team 3D (Brother Ray i Brother Devon) pokonali Team Canada (Bobby’ego Roode’a i Erika Younga) (z Coachem D’Amore)                                     | Tag Team match                                     | 13:12 |
| 10                                                                   | Christian Cage pokonał Jeffa Jarretta (c) (z Gail Kim)                                                                                                | Singles match o NWA World Heavyweight Championship | 16:14 |
| (c) – mistrz/mistrzyni przed walkąP – walka miała miejsce w pre-show | |                                                    |       |

### 2007
Against All Odds (2007) – gala wrestlingu wyprodukowana przez Total Nonstop Action Wrestling (TNA). Odbyła się 11 lutego 2007 w Impact Zone w Orlando na Florydzie. Była to trzecia gala z cyklu Against All Odds oraz drugie wydarzenie pay-per-view TNA w 2007 roku.
Karta gali składała się z dziewięciu walk; oprócz nich podczas pre-showu odbyło się dodatkowe starcie drużynowe.
| Nr                                                                   | Wyniki                                                                                                | Stypulacje                                         | Czas  |
| -------------------------------------------------------------------- | --- | -------------------------------------------------- | ----- |
| 1P                                                                   | Serotonin (Kazarian i Havok) (z Maverickiem Mattem) pokonali Jaya Lethala i Sonjaya Dutta             | Tag Team match                                     | 5:00  |
| 2                                                                    | The Latin American Exchange (Homicide i Hernandez) pokonali Team 3D (Brothera Raya i Brothera Devona) | Little Italy Street Fight                          | 9:26  |
| 3                                                                    | Senshi pokonał Austina Starra                                                                         | Singles match                                      | 8:21  |
| 4                                                                    | Christy Hemme pokonała Big Fat Oily Guya                                                              | Tuxedo match                                       | 2:29  |
| 5                                                                    | Lance Hoyt (z Davidem Ecksteinem) pokonał Dale’a Torborga (z A.J. Pierzynskim)                        | „Basebrawl match”                                  | 5:04  |
| 6                                                                    | AJ Styles pokonał Rhino                                                                               | Motor City Chain match                             | 15:07 |
| 7                                                                    | Chris Sabin (c) pokonał Jerry’ego Lynna                                                               | Singles match o TNA X Division Championship        | 13:33 |
| 8                                                                    | James Storm i Jacqueline Moore pokonali Peteya Williamsa i Gail Kim                                   | Mixed Tag Team match                               | 8:49  |
| 9                                                                    | Sting pokonał Abyssa (z Jamesem Mitchellem)                                                           | Prison Yard match                                  | 11:57 |
| 10                                                                   | Christian Cage (c) pokonał Kurta Angle’a                                                              | Singles match o NWA World Heavyweight Championship | 19:02 |
| (c) – mistrz/mistrzyni przed walkąP – walka miała miejsce w pre-show | |                                                    |       |

### 2008
Against All Odds (2008) – gala wrestlingu wyprodukowana przez Total Nonstop Action Wrestling (TNA). Odbyła się 10 lutego 2008 w Impact Zone w Orlando na Florydzie. Była to czwarta gala z cyklu Against All Odds oraz drugie wydarzenie pay-per-view TNA w 2008 roku.
Karta wydarzenia oferowała dziewięć walk; dwa dodatkowe starcia – tzw. dark matche – nie zostały wyemitowane.
| Nr                                                                                    | Wyniki | Stypulacje | Czas  |
| ------------------------------------------------------------------------------------- | --- | --- | ----- |
| 1D                                                                                    | Jackie Moore i Traci Brooks pokonały The Rise Guys | Intergender Tag Team match | –     |
| 2D                                                                                    | Sonjay Dutt i Consequences Creed pokonali Lance’a Hoyta i Jimmy’ego Rave’a                                                                               | Tag Team match | –     |
| 3                                                                                     | AJ Styles i Tomko (c) pokonali B.G. Jamesa i Boba Armstronga                                                                                             | Tag Team match o TNA World Tag Team Championship | 7:45  |
| 4                                                                                     | Traci Brooks pokonała Payton Banks | Singles match | 5:07  |
| 5                                                                                     | Scott Steiner pokonał Peteya Williamsa | Winner Takes All match o kontrakty Feast or Fired | 9:24  |
| 6                                                                                     | Eric Young (c) pokonał Jamesa Storma (z Jackie Moore) | Singles match o TNA World Beer Drinking Championship | 7:49  |
| 7                                                                                     | Awesome Kong (c) (z Raishą Saeed) pokonała ODB | Singles match o TNA Women’s Knockout Championship | 6:54  |
| 8                                                                                     | Abyss pokonał Judasa Mesiasa (z Ojcem Jamesem Mitchellem)                                                                                                | Barbed Wire Massacre | 14:51 |
| 9                                                                                     | Booker T vs. Robert Roode (z Payton Banks) zakończyło się podwójnym wyliczeniem pozaringowym                                                             | Singles match | 9:17  |
| 10                                                                                    | Jay Lethal oraz The Motor City Machine Guns (Alex Shelley i Chris Sabin) pokonali Johnny’ego Devine'a (c) oraz Team 3D (Brothera Devona i Brothera Raya) | 6-Man Tag Team Street Fight o TNA X Division Championship W przypadku wygranej Devine'a i Team 3D doszłoby do rozwiązania X Division; osoba dokonująca przypięcia zdobywa mistrzostwo | 12:30 |
| 11                                                                                    | Kurt Angle (c) (z Karen Angle) pokonał Christiana Cage’a                                                                                                 | Singles match o TNA World Heavyweight Championship z Samoą Joem jako specjalnym enforcerem                                                                                            | 20:40 |
| (c) – mistrz/mistrzyni przed walkąD – walka była dark matchem (nietransmitowana w TV) | | |       |

### 2009
Against All Odds (2009) – gala wrestlingu wyprodukowana przez Total Nonstop Action Wrestling (TNA). Odbyła się 8 lutego 2009 w Impact Zone w Orlando na Florydzie. Była to piąta gala z cyklu Against All Odds oraz drugie wydarzenie pay-per-view TNA w 2009 roku.
Na kartę wydarzenia składało się osiem walk.
| Nr                                 | Wyniki | Stypulacje                                        | Czas  |
| ---------------------------------- | --- | ------------------------------------------------- | ----- |
| 1                                  | Alex Shelley (c) pokonał Erika Younga                                                                                              | Singles match o TNA X Division Championship       | 13:01 |
| 2                                  | Scott Steiner pokonał Peteya Williamsa                                                                                             | Singles match                                     | 11:17 |
| 3                                  | Brutus Magnus pokonał Chrisa Sabina                                                                                                | Singles match                                     | 6:38  |
| 4                                  | Awesome Kong (c) pokonała ODB | Singles match o TNA Women’s Knockout Championship | 5:39  |
| 5                                  | Booker T (c) (z Sharmell) pokonał Shane’a Sewella                                                                                  | Singles match o TNA Legends Championship          | 6:01  |
| 6                                  | Abyss pokonał Matta Morgana | Singles match                                     | 15:37 |
| 7                                  | Beer Money, Inc. (James Storm i Robert Roode) (c) (z Jacqueline) pokonali Lethal Consequences (Consequences Creeda i Jaya Lethala) | Tag Team match o TNA World Tag Team Championship  | 15:41 |
| 8                                  | Sting (c) pokonał Kurta Angle’a, Brothera Raya oraz Brothera Devona                                                                | 4-Way match o TNA World Heavyweight Championship  | 14:34 |
| (c) – mistrz/mistrzyni przed walką | |                                                   |       |

### 2010
Against All Odds (2010) – gala wrestlingu wyprodukowana przez Total Nonstop Action Wrestling (TNA). Odbyła się 14 lutego 2010 w Impact Zone w Orlando na Florydzie. Była to szósta gala z cyklu Against All Odds oraz drugie wydarzenie pay-per-view TNA w 2010 roku.
W karcie gali znalazło się dziewięć walk. Siedem z nich było starciami turniejowymi 8 Card Stud Tournament; zwycięzca turnieju otrzymałby prawo do walki z posiadaczem TNA World Heavyweight Championship na gali Lockdown.
| Nr                                 | Wyniki                                                                                        | Stypulacje                                                                                                 | Czas  |
| ---------------------------------- | --------------------------------------------------------------------------------------------- | --- | ----- |
| 1                                  | D’Angelo Dinero pokonał Desmonda Wolfe’a (z Chelsea)                                          | Singles match; pierwsza runda turnieju 8 Card Stud                                                         | 7:39  |
| 2                                  | Matt Morgan pokonał Hernandez                                                                 | Singles match; pierwsza runda turnieju 8 Card Stud                                                         | 8:50  |
| 3                                  | Mr. Anderson pokonał Kurta Angle’a                                                            | Singles match; pierwsza runda turnieju 8 Card Stud                                                         | 9:44  |
| 4                                  | Abyss pokonał Micka Foleya                                                                    | No Disqualification match; pierwsza runda turnieju 8 Card Stud                                             | 7:40  |
| 5                                  | The Nasty Boys (Brian Knobbs i Jerry Sags) pokonali Team 3D (Brothera Devona i Brothera Raya) | Tag Team match                                                                                             | 10:39 |
| 6                                  | D’Angelo Dinero pokonał Matta Morgana                                                         | Singles match; półfinał turnieju 8 Card Stud                                                               | 8:20  |
| 7                                  | Mr. Anderson pokonał Abyssa                                                                   | Singles match; półfinał turnieju 8 Card Stud                                                               | 8:07  |
| 8                                  | AJ Styles (c) (z Rikiem Flairem) pokonał Samoę Joego                                          | No Disqualification match o TNA World Heavyweight Championship z Erikiem Bischoffem jako sędzią specjalnym | 21:26 |
| 9                                  | D’Angelo Dinero pokonał Mr. Andersona                                                         | Singles match; finał turnieju 8 Card Stud                                                                  | 15:56 |
| (c) – mistrz/mistrzyni przed walką |                                                                                               | |       |

Turniej 8 Card Stud
|  | Ćwierćfinały    | Ćwierćfinały |                 |     | Półfinały | Półfinały |  |  | Finał | Finał |
|  |                 |              |                 |     |           |           |  |  |       |       |
|  |                 |              |                 |     |           |           |  |  |       |       |
|  |                 |              |                 |     |           |           |  |  |       |       |
|  | D’Angelo Dinero | Pin          |                 |     |           |           |  |  |       |       |
|  | D’Angelo Dinero | Pin          |                 |     |           |           |  |  |       |       |
|  | Desmond Wolfe   | 7:39         |                 |     |           |           |  |  |       |       |
|  | Desmond Wolfe   | 7:39         | D’Angelo Dinero | Pin |           |           |  |  |       |       |
|  |                 |              | D’Angelo Dinero | Pin |           |           |  |  |       |       |
|  |                 | Matt Morgan  | 8:20            |     |           |           |  |  |       |       |
|  | Matt Morgan     | Matt Morgan  | 8:20            | Pin |           |           |  |  |       |       |
|  | Matt Morgan     |              |                 | Pin |           |           |  |  |       |       |
|  | Hernandez       | 8:50         |                 |     |           |           |  |  |       |       |
|  | Hernandez       | 8:50         | D’Angelo Dinero | Pin |           |           |  |  |       |       |
|  |                 |              | D’Angelo Dinero | Pin |           |           |  |  |       |       |
|  |                 | Mr. Anderson | 15:56           |     |           |           |  |  |       |       |
|  | Mr. Anderson    | Mr. Anderson | 15:56           | Pin |           |           |  |  |       |       |
|  | Mr. Anderson    |              |                 | Pin |           |           |  |  |       |       |
|  | Kurt Angle      | 8:44         |                 |     |           |           |  |  |       |       |
|  | Kurt Angle      | 8:44         | Mr. Anderson    | Pin |           |           |  |  |       |       |
|  |                 |              | Mr. Anderson    | Pin |           |           |  |  |       |       |
|  |                 | Abyss        | 8:07            |     |           |           |  |  |       |       |
|  | Abyss           | Abyss        | 8:07            | Pin |           |           |  |  |       |       |
|  | Abyss           |              |                 | Pin |           |           |  |  |       |       |
|  | Mick Foley      | 7:40         |                 |     |           |           |  |  |       |       |
|  | Mick Foley      | 7:40         |                 |     |           |           |  |  |       |       |

### 2011
Against All Odds (2011) – gala wrestlingu wyprodukowana przez Total Nonstop Action Wrestling (TNA). Odbyła się 13 lutego 2011 w Impact Zone w Orlando na Florydzie. Była to siódma gala z cyklu Against All Odds oraz drugie wydarzenie pay-per-view TNA w 2011 roku.
Karta gali oferowała dziewięć walk.
| Nr                                 | Wyniki | Stypulacje | Czas  |
| ---------------------------------- | --- | --- | ----- |
| 1                                  | Robbie E (z Cookie) pokonał Generation Me (Maxa Bucka i Jeremy’ego Bucka) poprzez walkower                                | 3-Way match o miano pretendenckie do TNA X Division Championship | 0:27  |
| 2                                  | Kazarian (c) pokonał Robbiego E (z Cookie)                                                                                | Singles match o TNA X Division Championship | 7:11  |
| 3                                  | Beer Money, Inc. (James Storm i Robert Roode) oraz Scott Steiner pokonali Immortal (Roba Terry’ego, Gunnera i Murphy’ego) | 6-Man Tag Team match | 10:13 |
| 4                                  | Samoa Joe (z Okato) pokonał D’Angelo Dinero                                                                               | Singles match | 8:31  |
| 5                                  | Madison Rayne (c) pokonała Mickie James                                                                                   | Last Knockout Standing match | 8:28  |
| 6                                  | Rob Van Dam pokonał Matta Hardy’ego                                                                                       | Singles match | 13:18 |
| 7                                  | Bully Ray pokonał Brothera Devona                                                                                         | Street Fight | 9:24  |
| 8                                  | Jeff Jarrett (z Karen Jarrett) pokonał Kurta Angle’a                                                                      | Singles match; w razie przegranej Angle byłby zmuszony odprowadzić Karen do ślubu z Jarrettem, a w przypadku wygranej otrzymałby pełne prawa rodzicielskie do Kody’ego i Kyry Angle | 16:13 |
| 9                                  | Jeff Hardy pokonał Mr. Andersona (c)                                                                                      | Ladder match o TNA World Heavyweight Championship | 18:15 |
| (c) – mistrz/mistrzyni przed walką | | |       |

### 2012
Against All Odds (2012) – gala wrestlingu wyprodukowana przez Total Nonstop Action Wrestling (TNA). Odbyła się 12 lutego 2012 w Impact Zone w Orlando na Florydzie. Była to ósma i ostatnia gala z cyklu Against All Odds oraz drugie wydarzenie pay-per-view TNA w 2012 roku.
Karta gali oferowała osiem walk.
| Nr                                 | Wyniki                                                                      | Stypulacje                                                                          | Czas  |
| ---------------------------------- | --------------------------------------------------------------------------- | ----------------------------------------------------------------------------------- | ----- |
| 1                                  | Zema Ion pokonał Jessego Sorensena poprzez wyliczenie pozaringowe           | Singles match o miano pretendenckie do TNA X Division Championship                  | 4:35  |
| 2                                  | Robbie E (c) (z Robbiem T) pokonał Shannona Moore’a                         | Singles match o TNA Television Championship                                         | 9:31  |
| 3                                  | Gail Kim (c) pokonała Tarę                                                  | Singles match o TNA Knockouts Championship                                          | 6:46  |
| 4                                  | Samoa Joe i Magnus pokonali Crimsona i Matta Morgana (c)                    | Tag Team match o TNA World Tag Team Championship                                    | 9:59  |
| 5                                  | Austin Aries (c) pokonał Alexa Shelleya poprzez poddanie                    | Singles match o TNA X Division Championship                                         | 14:25 |
| 6                                  | Kazarian (z Christopherem Danielsem) pokonał AJ Stylesa                     | Singles match                                                                       | 18:17 |
| 7                                  | Gunner (z Erikiem Bischoffem) pokonał Garetta Bischoffa (z Hulkiem Hoganem) | Singles match                                                                       | 12:50 |
| 8                                  | Bobby Roode (c) pokonał Bully’ego Raya, Jamesa Storma oraz Jeffa Hardy’ego  | 4-Way match o TNA World Heavyweight Championship ze Stingiem jako sędzią specjalnym | 15:12 |
| (c) – mistrz/mistrzyni przed walką |                                                                             |                                                                                     |       |